# 雷火/魔法
「雷火／魔法」（らいか／まほう、英: Raika／Magic）は、日本のシンガーソングライター・ナナヲアカリの4枚目のシングル。2021年8月11日にSony Music Associated Recordsより発売。

## 概要
- 前作「Higher's High」より約10か月振りのリリース。両A面シングルとしては「チューリングラブ feat.Sou/ピヨ」以来約1年半振りのリリースとなった。
- #1「雷火」は、フジテレビ"ノイタミナ"『平穏世代の韋駄天達』のエンディング・テーマに起用された[3]。
- #2「魔法」は、漫画『山田くんとLv999の恋をする』とのコラボレーションソング[4]。
- 期間生産限定盤のジャケットは『平穏世代の韋駄天達』描き下ろしアニメジャケット仕様。
- 完全生産限定盤では、自身最大規模のライブを2本収録。#7以降は2021年4月3日 (土) にZepp DiverCity TOKYOで行われた。
- 2021年6月13日、「魔法」の配信を開始[5]。
  - 同日、ミュージック・ビデオが公開。
- 7月23日、「雷火」の配信を開始[6]。
  - 同日、ミュージック・ビデオが公開[7]。
- 8月28日、リクエストライブ「Zenjinrui DoukangaetemoCuTe」のライブダイジェスト映像が公開[8]。
- 9月3日、RIMIXコンテストを開催[9]。詳細は後述。
- 9月24日、「雷火」×TVアニメ「平穏世代の韋駄天達」Collaboration Movieが公開[10]。 SONY「Warp Square」で撮影された。
- 9月25日、ナナヲ本人による『雷火』 Dance Performance Videoが公開[11]。 振付は、ローカルカンピオーネが担当。

## 楽曲説明
1. 雷火
  - フジテレビ"ノイタミナ"『平穏世代の韋駄天達』エンディング・テーマ[12]
2. 魔法
  - 『山田くんとLv999の恋をする』コラボレーションソング
  - ナナヲにとって初の王道ラブソング[13]。

## 収録内容

### 完全生産限定盤
期間限定生産盤はDISC：1のみ。
| #         | タイトル                  | 作詞                | 作曲       | 編曲                     | 時間  |
| --------- | ------------------------- | ------------------- | ---------- | ------------------------ | ----- |
| 1.        | 「雷火」                  | てにをは TAKU INOUE | TAKU INOUE | TAKU INOUE               | 3:49  |
| 2.        | 「魔法」                  | DECO*27             | DECO*27    | Rockwell 瀬恒啓 [ 注 1 ] | 3:33  |
| 3.        | 「雷火」(instrumental)    |                     |            |                          | 3:49  |
| 4.        | 「魔法」(instrumental)    |                     |            |                          | 3:33  |
| 5.        | 「雷火」(Gt Less Version) |                     |            |                          | 3:46  |
| 6.        | 「雷火」(Ba Less Version) |                     |            |                          | 3:49  |
| 7.        | 「雷火」(Dr Less Version) |                     |            |                          | 3:49  |
| 8.        | 「雷火」(TV Size Version) |                     |            |                          | 1:29  |
| 合計時間: | 合計時間:                 | 合計時間:           | 合計時間:  | 合計時間:                | 27:37 |

| #   | タイトル | 作詞 | 作曲・編曲 |
| --- | --- | ---- | ---------- |
| 1.  | 「妄想ハッピーエンド」(Dive/Connect @ Zepp Online)                                                              |      |            |
| 2.  | 「リセットセット」(Dive/Connect @ Zepp Online)                                                                  |      |            |
| 3.  | 「ホントのことを言うのなら」(Dive/Connect @ Zepp Online)                                                        |      |            |
| 4.  | 「ランダーワンド」(Dive/Connect @ Zepp Online)                                                                  |      |            |
| 5.  | 「メキシコサラマンダー」(Dive/Connect @ Zepp Online)                                                            |      |            |
| 6.  | 「七転七起」(Dive/Connect @ Zepp Online)                                                                        |      |            |
| 7.  | 「Opening」 |      |            |
| 8.  | 「プラネタリー・メッセージ」(リクエストライブ「Zenjinrui DoukangaetemoCuTe＠Zepp DiverCity TOKYO」)             |      |            |
| 9.  | 「メルヘル小惑星」(リクエストライブ「Zenjinrui DoukangaetemoCuTe＠Zepp DiverCity TOKYO」)                       |      |            |
| 10. | 「お釈迦になる」(リクエストライブ「Zenjinrui DoukangaetemoCuTe＠Zepp DiverCity TOKYO」)                         |      |            |
| 11. | 「事象と空想」(リクエストライブ「Zenjinrui DoukangaetemoCuTe＠Zepp DiverCity TOKYO」)                           |      |            |
| 12. | 「パスポート」(リクエストライブ「Zenjinrui DoukangaetemoCuTe＠Zepp DiverCity TOKYO」)                           |      |            |
| 13. | 「ハノ」(リクエストライブ「Zenjinrui DoukangaetemoCuTe＠Zepp DiverCity TOKYO」)                                 |      |            |
| 14. | 「19bitch」(リクエストライブ「Zenjinrui DoukangaetemoCuTe＠Zepp DiverCity TOKYO」)                              |      |            |
| 15. | 「ピヨ」(リクエストライブ「Zenjinrui DoukangaetemoCuTe＠Zepp DiverCity TOKYO」)                                 |      |            |
| 16. | 「私の中の痛い子さん」(リクエストライブ「Zenjinrui DoukangaetemoCuTe＠Zepp DiverCity TOKYO」)                   |      |            |
| 17. | 「ダメレオンハート」(リクエストライブ「Zenjinrui DoukangaetemoCuTe＠Zepp DiverCity TOKYO」)                     |      |            |
| 18. | 「ディスコミュ星人」(リクエストライブ「Zenjinrui DoukangaetemoCuTe＠Zepp DiverCity TOKYO)                       |      |            |
| 19. | 「完全放棄宣言」(リクエストライブ「Zenjinrui DoukangaetemoCuTe＠Zepp DiverCity TOKYO」)                         |      |            |
| 20. | 「ハッピーになりたい」(リクエストライブ「Zenjinrui DoukangaetemoCuTe＠Zepp DiverCity TOKYO」)                   |      |            |
| 21. | 「Higher's High」(リクエストライブ「Zenjinrui DoukangaetemoCuTe＠Zepp DiverCity TOKYO」)                        |      |            |
| 22. | 「ワンルームシュガーライフ」(リクエストライブ「Zenjinrui DoukangaetemoCuTe＠Zepp DiverCity TOKYO」)             |      |            |
| 23. | 「ダダダダ天使」(リクエストライブ「Zenjinrui DoukangaetemoCuTe＠Zepp DiverCity TOKYO」)                         |      |            |
| 24. | 「ギヴミー「△」（いいね）!!ドル活☆DAYS」(リクエストライブ「Zenjinrui DoukangaetemoCuTe＠Zepp DiverCity TOKYO」) |      |            |
| 25. | 「魔法」(リクエストライブ「Zenjinrui DoukangaetemoCuTe＠Zepp DiverCity TOKYO」)                                 |      |            |
| 26. | 「チューリングラブ feat.Sou」(リクエストライブ「Zenjinrui DoukangaetemoCuTe＠Zepp DiverCity TOKYO」)            |      |            |
| 27. | 「インスタントヘヴン feat.Eve」(リクエストライブ「Zenjinrui DoukangaetemoCuTe＠Zepp DiverCity TOKYO」)          |      |            |

## 特典
| 対象店舗                 | 特典                                | 備考 |
| ------------------------ | ----------------------------------- | ---- |
| 応援店特典               | 「雷火/魔法」イラストJKステッカー   |      |
| アニメイト               | 「雷火/魔法」アニメ絵柄JKステッカー |      |
| Amazon co.jp             | メガジャケ                          |      |
| セブンネットショッピング | 品目未定                            |      |

## コンテストと『Like a 雷火』

### コンテスト
「ナナヲアカリ「雷火」REMIXコンテスト」は、2021年に開催された、ソニー・ミュージックレーベルズ主催のコンテスト。

#### 応募期間
主に次の3ステップに分けられる。
1. 1次エントリー受付（2021年9月3日 - 12日）
2. 1次通過者へのご連絡・STEM素材提供（9月13日、16時以降にて送付）
3. 1次通過者のREMIX応募受付（9月14日 - 28日）

#### コンテスト内容
- 利用規約：[15]
- プロ・アマ不問。
- 審査員：TAKU INOUE、てにをは、ナナヲアカリの3名。
- 優勝特典：賞金10万円

参加者一覧（太字が優勝者）
1. Blacklolita
2. nagomutamaki
3. Capchii
4. Hylen
5. Batsu
6. DJ Shimamura
7. kyo
8. t+pazolite
9. The LASTTRAK
10. Yusho Sunagawa
11. Tom-i

#### 変遷
- 9月3日、特設サイトがオープンすると同時に、1次エントリーの受付を開始[16]。
- 10月7日、優勝者がDJ Shimamuraに決定[17]。
- 11月10日、配信限定シングル「雷火 (DJ Shimamura Remix)」が配信開始[18]。また、 全11組の雷火REMIXをすべて収録したREMIX ALBUMが制作され、配信されることが決定。
- 12月10日、配信限定アルバム『Like a 雷火』が発売[19]。

### 雷火 (DJ Shimamura Remix)
「雷火 (DJ Shimamura Remix)」は日本のシンガーソングライター・ナナヲアカリの18作目の配信限定シングル。2021年11月10日にSony Music Labels Inc.より配信された。

#### 概要 (DJ Shimamura Remix)
前述のコンテストにて優勝したDJ Shimamuraの作品。
Billboard JAPANは「原曲の疾走感、パンキッシュな空気を自身の得意とするHAPPY HARDCOREのスタイルでブーストさせ、圧倒的な高揚感で見事優勝を勝ち取った最高傑作」と評した。

#### コメント全文
まさか自分が優勝するとは全く考えていなかったので嬉しさと衝撃を今も感じています。こだわり的なところで言えば、原曲を初めて聞いた時の興奮や感動をそのままブーストして作ったところかなと思います。
その“一点突破ストレート！”って感じの作り方がまさに雷のような原曲のスピード感と相性が良かったように感じます。大変名誉ある優勝、ありがとうございます！—DJ Shimamura、ナナヲアカリ、「雷火(DJ Shimamura Remix)」配信開始＆雷火REMIX AL制作決定
イントロから疾走感と高揚感が凄まじかったです。
「これが"エモ"か…！」と久しぶりに心の底から思いました。こんなの間違いなくぶち上がる。—ナナヲアカリ（審査員）、ナナヲアカリ、「雷火(DJ Shimamura Remix)」配信開始＆雷火REMIX AL制作決定
最も「言語化できない感動」があったのがこれでした。自分のフィールドに思い切り引きずり込んで説得力を持たせる漢気が最高！！！Shimamuraさんありがとうございます！！！—TAKU INOUE（審査員）、ナナヲアカリ、「雷火(DJ Shimamura Remix)」配信開始＆雷火REMIX AL制作決定
サウンドの“押し引き”が巧みで聞き応え抜群でした。4つ打ちパートの高揚感も最高です。—てにをは（審査員）、ナナヲアカリ、「雷火(DJ Shimamura Remix)」配信開始＆雷火REMIX AL制作決定

#### 収録内容 (DJ Shimamura Remix)
| 全作詞: てにをは・TAKU INOUE、全作曲: TAKU INOUE。 |                              |                        |            |              |      |
| #                                                  | タイトル                     | 作詞                   | 作曲・編曲 | 編曲         | 時間 |
| 1.                                                 | 「雷火」(DJ Shimamura Remix) | てにをは ・ TAKU INOUE | TAKU INOUE | DJ Shimamura | 3:49 |
| 合計時間:                                          | 合計時間:                    | 合計時間:              | 3:49       |              |      |

### Like a 雷火
『Like a 雷火』は日本のシンガーソングライター・ナナヲアカリの1作目の配信限定コンピレーション・アルバム。2021年12月10日にSony Music Associated Recordsより配信された。

#### 収録内容 (Like a 雷火)
| 全作詞: てにをは・TAKU INOUE、全作曲: TAKU INOUE。 |                                |                        |            |                |      |
| #                                                  | タイトル                       | 作詞                   | 作曲・編曲 | 編曲           | 時間 |
| 1.                                                 | 「雷火」(Blacklolita Remix)    | てにをは ・ TAKU INOUE | TAKU INOUE | Blacklolita    | 3:11 |
| 2.                                                 | 「雷火」(nagomu tamaki remix)  | てにをは ・ TAKU INOUE | TAKU INOUE | nagomu tamaki  | 3:18 |
| 3.                                                 | 「雷火」(CapchiI Remix)        | てにをは ・ TAKU INOUE | TAKU INOUE | CapchiI        | 3:46 |
| 4.                                                 | 「雷火」(Hylen Remix)          | てにをは ・ TAKU INOUE | TAKU INOUE | Hylen          | 4:06 |
| 5.                                                 | 「雷火」(Batsu Remix)          | てにをは ・ TAKU INOUE | TAKU INOUE | Batsu          | 4:52 |
| 6.                                                 | 「雷火」(DJ Shimamura Remix)   | てにをは ・ TAKU INOUE | TAKU INOUE | DJ Shimamura   | 5:15 |
| 7.                                                 | 「雷火」(kyo remix)            | てにをは ・ TAKU INOUE | TAKU INOUE | kyo            | 4:54 |
| 8.                                                 | 「雷火」(t+pazolite remix)     | てにをは ・ TAKU INOUE | TAKU INOUE | t+pazolite     | 3:35 |
| 9.                                                 | 「雷火」(The LASTTRAK Remix)   | てにをは ・ TAKU INOUE | TAKU INOUE | The LASTTRAK   | 3:57 |
| 10.                                                | 「雷火」(Yusho Sunagawa Remix) | てにをは ・ TAKU INOUE | TAKU INOUE | Yusho Sunagawa | 3:41 |
| 11.                                                | 「雷火」(Tom-i Remix)          | てにをは ・ TAKU INOUE | TAKU INOUE | Tom-i          | 3:32 |
| 合計時間:                                          | 合計時間:                      | 合計時間:              | 44:07      |                |      |